# Kanal K
Kanal K fue una serie de televisión emitida en 1990 hasta 1992. Programa de sketches y musicales en el que varios muñecos inspirados en un videoclip del grupo Genesis (que a su vez se basan en el programa Spitting Image), acompañados ocasionalmente por actores de carne y hueso, representan a políticos, músicos, periodistas, actores, deportistas y conductores de TV de los 80 y principios de los 90 argentinos. El nombre del programa viene a ser un juego de palabras para que la sigla sea "KK", es decir "caca"; lo que para los autores es la política.

## Sketches
- "Balbín y Perón": Para ese entonces ellos ya llevaban varios años muertos; uno fue presidente justicialista tres veces, y el otro, opositor líder del partido radical durante décadas. En el sketch, que funciona como separador, debaten irónicamente sobre la situación actual del país y del mundo.
- "Cavallobromas": Parodia del ministro de economía Domingo Cavallo. El nombre es un guiño al clásico ciclo llamado Calabromas. El muñeco "Mingo" lanza una cita a una declaración del ministro y un panteón de vedettes se descostilla de la risa.
- "El Pastor Giméndez": Una amalgama entre el infame pastor evangelista Giménez y el entonces presidente Carlos Menem; a quien llaman "Méndez" por el mito de que trae mala suerte. Canta canciones, lee la borra al vino tinto, e intenta seducir señoritas voluptuosas.
- "Infeliz domingo para la juventud": Una parodia al ciclo del conductor Silvio Soldán, en el cual se le hacen preguntas a políticos y responden incorrectamente de manera atolondrada. 
- "Musicales a secas": Sin tener continuidad, los musicales ponen a los personajes en situaciones hilarantes, por ejemplo uno en el que "Méndez" canta rodeado de señoritas "reelijanme otra vez" al ritmo de una conocida melodía; o el mismo "Mendez" junto al exsindicalista Raúl Ubaldini, cantan "Compañero compañero... compañeros son los huevos".
- "Y me quiero Al Kassar ...y usted?": Parodia de la versión de Monzer Al Kassar y del programa "Yo me quiero casar ...y usted?".
- "Pendelindo": Parodia del programa "Festilindo".
- "Especiales": Historias extensas desarrolladas a lo largo de un solo episodio; como la historia de la infancia y orígenes de "Méndez".